# Geoffrey Shaw
Geoffrey Shaw (Clapham, Londres, 14 de novembre de 1879 - 14 d'abril de 1943) fou un compositor anglès.
Va escriure principalment obres de gènere religiós, música per a piano, cors, cançons i alguna música d'escena, també fou un distingit musicògraf.
Era fill de Geoffrey Fallas Shaw i germà de Martín Shaw, ambdós també músics, organistes i compositors.